# Reflektor przeciwlotniczy

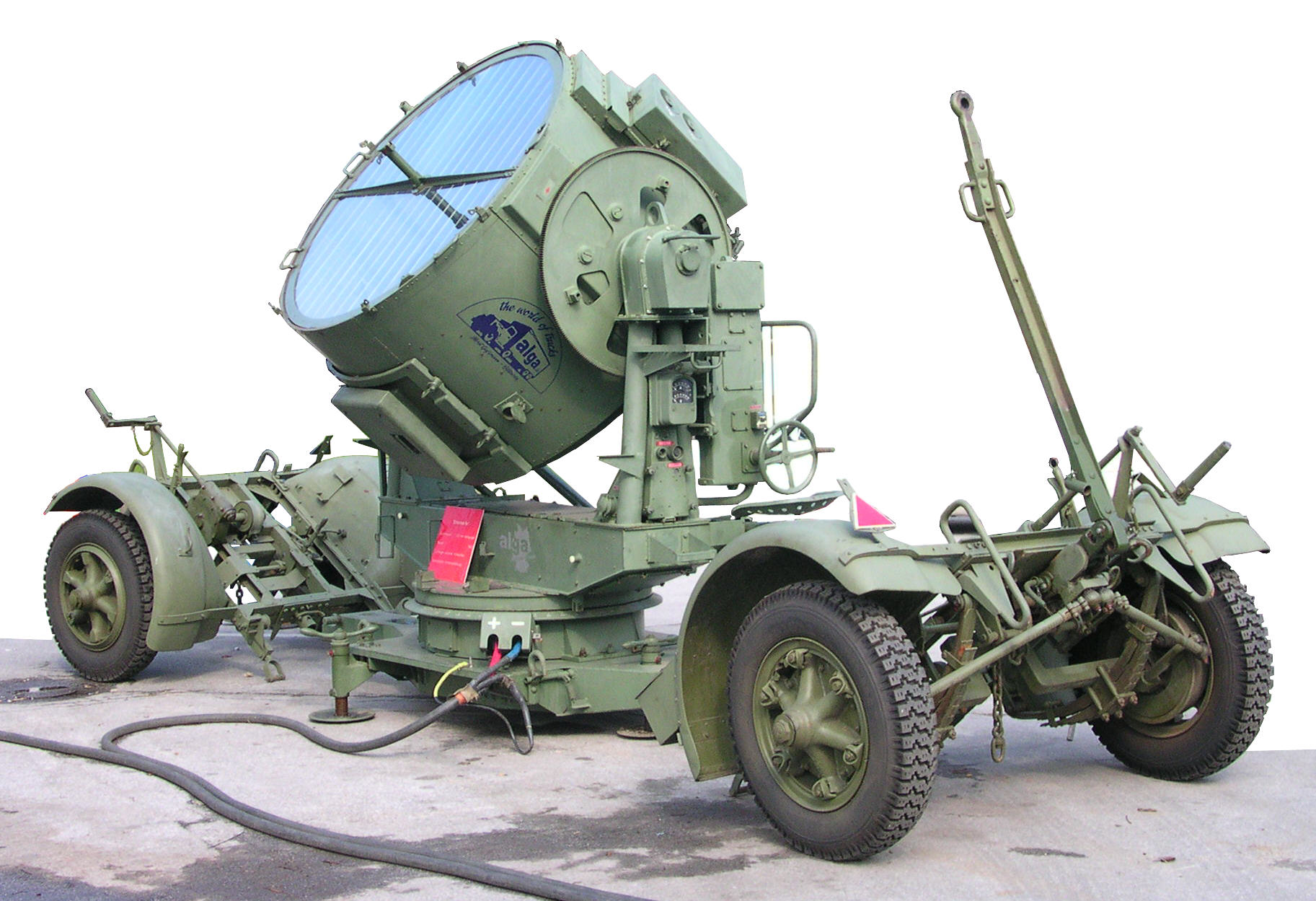
Reflektor przeciwlotniczy Flakscheinwerfer 34 z okresu II wojny światowej

Reflektor przeciwlotniczy – rodzaj lampy z reflektorem parabolicznym o dużej średnicy (do dwóch metrów) i źródłem światła dużej mocy.
Umieszczenie źródła światła niewielkich rozmiarów w ognisku zwierciadła parabolicznego powoduje, że promienie w snopie światła odbitego od zwierciadła są niemal idealnie równoległe, dzięki czemu mogą mieć zasięg zależny praktycznie tylko od światłości źródła oraz od przejrzystości powietrza.

## Historia

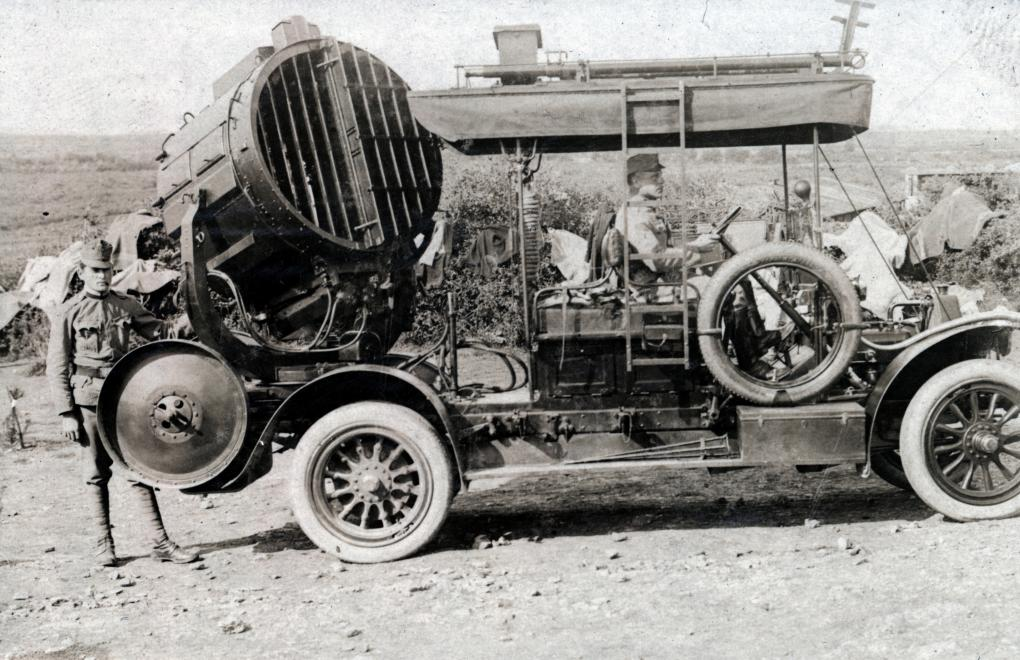
Austro-węgierski reflektor przeciwlotniczy z okresu I wojny światowej

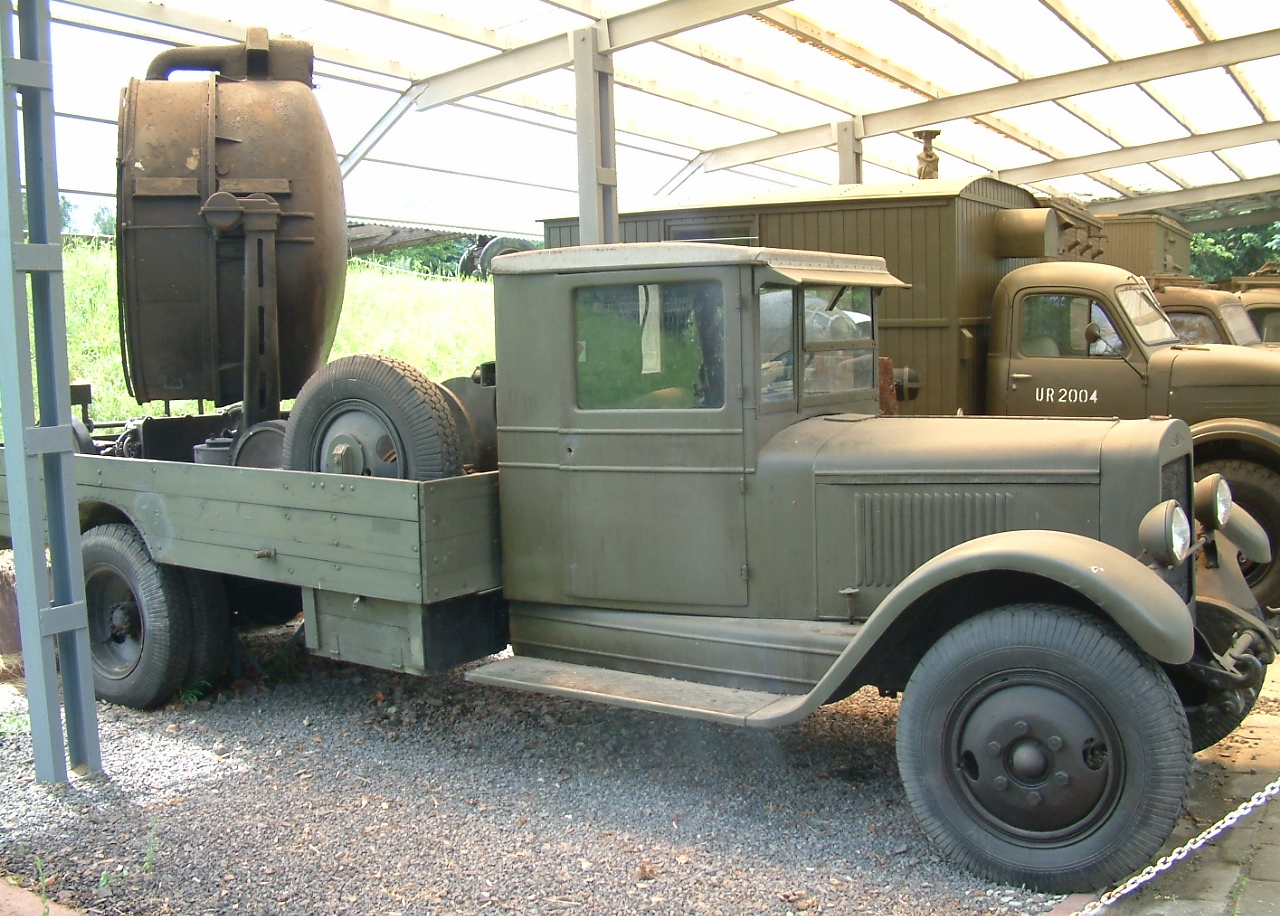
Radziecki reflektor z okresu II wojny światowej Z-15-4/3 na podwoziu ciężarówki ZiS-5 w barwach Wojska Polskiego

Reflektory przeciwlotnicze są rozwinięciem znanych już w wieku XIX i stosowanych na większą skalę w latach 1904-1905 w wojnie rosyjsko-japońskiej dużych szperaczy – reflektorów do śledzenia nocą na morzu małych szybkich łodzi, np. torpedowców.

Reflektory przeciwlotnicze oświetlające niebo w trakcie I wojny światowej

Podczas pierwszej i drugiej wojny światowej znalazły zastosowanie w obronie przeciwlotniczej, podczas bombardowań nocnych. Zadaniem obsługi takich reflektorów było – w czasie, kiedy nieprzyjacielskie samoloty bombowe znajdowały się w pobliżu chronionych obiektów – przemieszczanie snopa światła skierowanego ku górze w kierunku spodziewanego położenia bombowców. Gdy tylko udało się dostrzec i "złapać" reflektorem sylwetkę samolotu, obsługa miała za zadanie podążać swoją wiązką światła za samolotem, a rozmieszczone w pobliżu inne reflektory kierowano w kierunku "schwytanego" bombowca tak, by zmniejszyć prawdopodobieństwo zgubienia go i stracenia go z oczu, a także po to, by metodą triangulacji, znając położenie poszczególnych reflektorów, umożliwić wyznaczenie wysokości ich lotu. Tak oświetlony bombowiec widoczny był już dla obsług baterii stacjonującej na tym samym terenie lufowej artylerii przeciwlotniczej, która miała dzięki temu oświetleniu możliwość dokonania odpowiednich nastaw i nakierowania swoich celowników na samoloty nieprzyjaciela. Jednocześnie bombardierzy w bombowcach, posługujący się w tamtych czasach powszechnie celownikami optycznymi, mieli znacznie utrudnione działanie ze względu na oślepiające ich światło.
Reflektory przeciwlotnicze produkowane w latach 30. XX wieku i w czasie II wojny światowej przez firmy General Electric i Sperry Corporation miały 60-calowe (ok. 152 cm), pokryte rodem zwierciadło paraboliczne stabilizowane przy pomocy żyroskopu. Źródłem światła była lampa łukowa o światłości 800 milionów kandeli zasilana z generatora elektrycznego o maksymalnej mocy 16,7 kW. Reflektor taki w korzystnych warunkach przejrzystości powietrza pozwalał dostrzec i śledzić obiekty znajdujące się w odległości 10 km; jego światło widoczne może być z odległości nawet 50 km.
Reflektory podobnej wielkości stosowane w tym samym czasie przez wojska niemieckie nosiły oznaczenie Flak Sw-34 (skrót od niem. Flakscheinwerfer - reflektor przeciwlotniczy), pobierały prąd o natężeniu 200 A pod napięciem 78 V i wytwarzały snop światła o światłości miliarda kandeli; zasięg tych reflektorów wynosił 12 km w pionie i 10 km w poziomie. Niemieckie reflektory Flak Sw-36 (z ośmiokilowatowym agregatem zasilającym) były dwuipółkrotnie mniejsze, miały średnicę 60 cm; światłość lampy wynosiła w nich 135 milionów kandeli (0,135 Gcd), a zasięg tylko 2 km w pionie i 1,5 km w poziomie. W użyciu były jeszcze półtorametrowy Flak Sw-37 (1,2 Gcd, z agregatem 24 kW; zasięg 15 km w pionie i 12 km w poziomie) i dwumetrowy Flak Sw-40 (2,4 Gcd; zasięg 14 km).
W Wojsku Polskim II Rzeczypospolitej funkcjonowały również pododdziały reflektorów, m.in. w ramach formacji Obrony Wybrzeża w 1939 działała morska kompania reflektorów wyposażona w reflektory o średnicy 120 cm, a w ramach Dowództwa Obrony Warszawy – trzy kompanie reflektorów.
Reflektory przeciwlotnicze były niekiedy stosowane podczas II wojny światowej także do oświetlania pola walki i oślepiania żołnierzy nieprzyjaciela; m.in. podczas forsowania przez Armię Czerwoną rzeki Nysy Łużyckiej 16 kwietnia 1945 Sowieci użyli w tym celu 143 takie reflektory, co utrudnić miało Niemcom obserwację przedpola. Włączenie tych świateł odniosło jednak skutek odwrotny do zamierzonego: nocna mgła spowodowała, że były one za słabe, by oślepić obrońców, za to dostatecznie silne, by sylwetki nacierających żołnierzy stały się łatwe do zauważenia dla wroga, w rezultacie ułatwiając Niemcom obronę.
Na współczesnym polu walki reflektory przeciwlotnicze straciły swoje znaczenie. Współczesne samoloty poruszają się kilka razy szybciej, niż bombowce II wojny światowej, zatem praktycznie niewykonalne jest nie tylko na tyle szybkie obracanie reflektorów, by nie stracić samolotów z pola widzenia, ale również skuteczne ich poszukiwanie wąską wiązką światła. Ponadto przeciwlotnicza artyleria lufowa powoli wypierana jest przez rakiety przeciwlotnicze, zmieniła się także taktyka bombardowań: często samoloty bombowe atakujące bombami samonaprowadzającymi się na cel lub rakietami powietrze-ziemia znajdują się całkowicie poza zasięgiem jakiejkolwiek artylerii lufowej.
Reflektory tego rodzaju wciąż jednak znajdują zastosowanie podobne do pierwotnego, sprzed ery lotnictwa, na przykład przy poszukiwaniach i śledzeniu na morzu łodzi przemytniczych. Nadto czasem wykorzystywane bywają do celów reklamowych, w technice filmowej lub przy różnego rodzaju publicznych pokazach, często obok fajerwerków i świateł laserowych. Powszechnie znane logo amerykańskiej wytwórni filmowej 20th Century Fox także wykorzystuje motyw reflektorów przeciwlotniczych omiatających niebo.